# 尼古拉斯·E·瓦格曼
尼古拉斯·E·瓦格曼（英語：Nicholas E. Wagman，1905年—1980年）是一名美國天文學家和天體測量學家。
1930年起，瓦格曼與匹茲堡的亞利加尼天文台合作。1941年至1970年，他擔任天文台台長和匹茲堡大學天文系系主任。在他的指導下，0.76米的Thaw折射鏡得到了翻新，並被用來制定視差測定的標準，共測定了1200多個視差。他還發現了許多雙星，並對其進行了定性。
小行星3110以他的名字命名。

## 外部連結
- Nicholas E. Wagman Observatory web site
- Video of the Thaw telescope